# Кахама (Танзания)
Кахама (суахили и англ. Kahama) — город на северо-западе Танзании. Административный центр одноименного городского округа Кахама в составе области Шиньянга.
Расположен на западном плато Танзании в 536 км к северо-западу от столицы страны Додома и в 109 км от областного центра, города Шиньянга.
Население в 2017 году — 36 014 человек. Статус города получил в 2010 году.
В 40 километрах на север от города находится Заповедник Северной Кахамы.

## Галерея

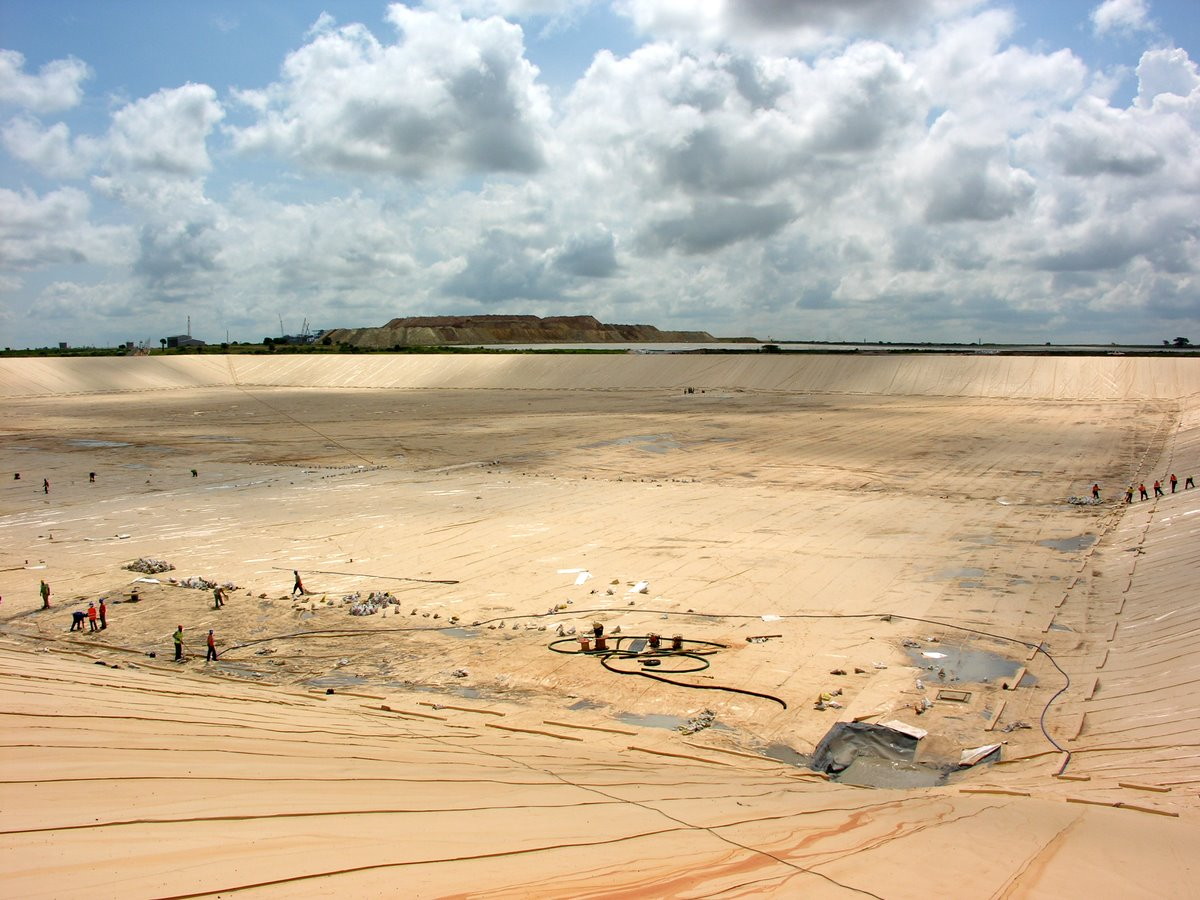
Открытая добыча золота на руднике Бузваги
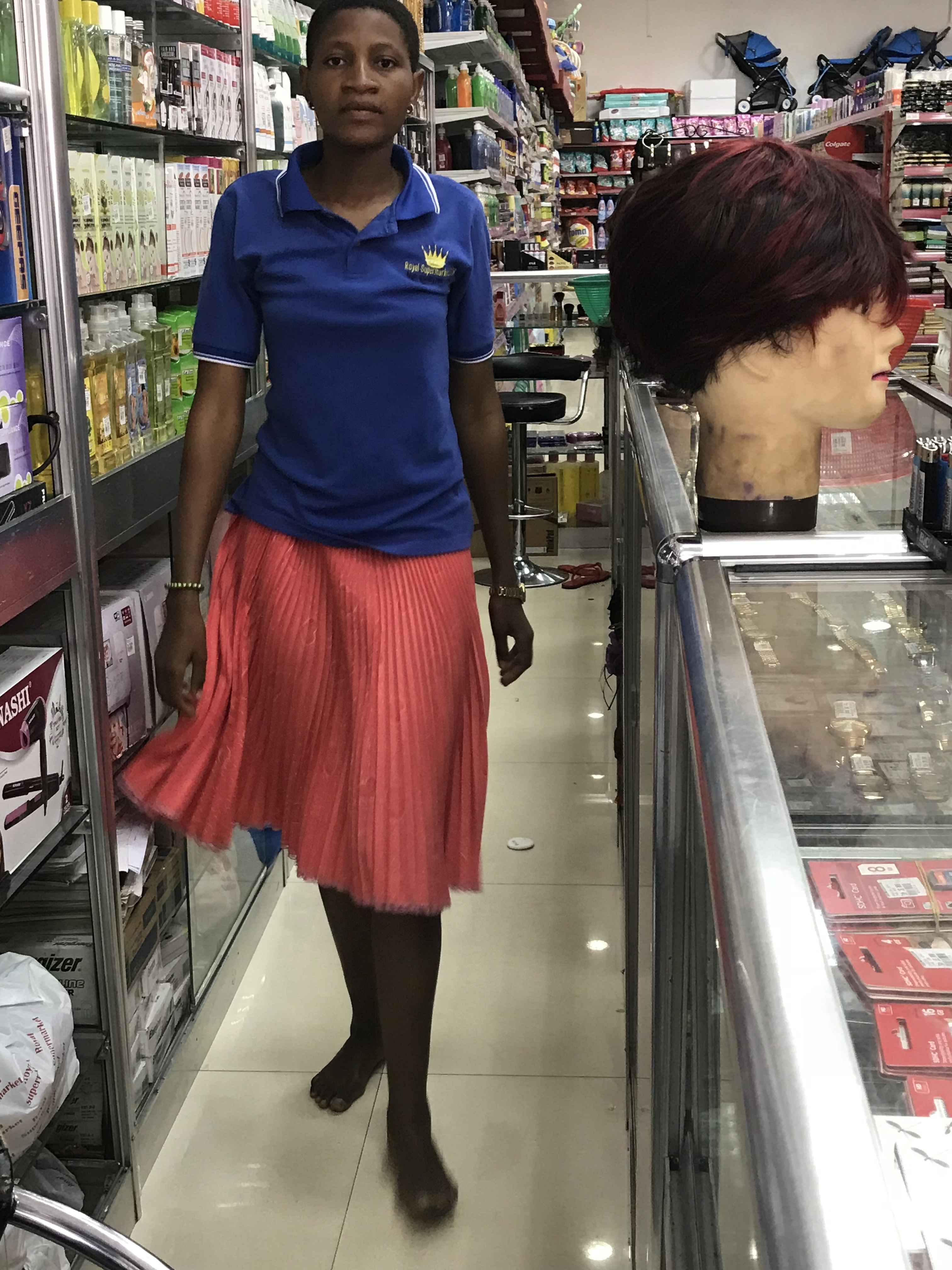
Супермаркет в Кахама